# Bohdašín (Teplice nad Metují)
Bohdašín (německy Bodisch) je malá vesnice, část města Teplice nad Metují v okrese Náchod. Nachází se asi 2,5 kilometru východně od Teplic nad Metují. Prochází tudy železniční trať Týniště nad Orlicí – Meziměstí. Bohdašín je také název katastrálního území o rozloze 3,14 km².

## Přírodní poměry
Do katastrálního území Bohdašín zasahuje severovýchodně od vesnice přírodní památka Mořská transgrese.

## Pamětihodnosti
- Pilíř se sochou Nejsvětější Trojice[4]

## Galerie

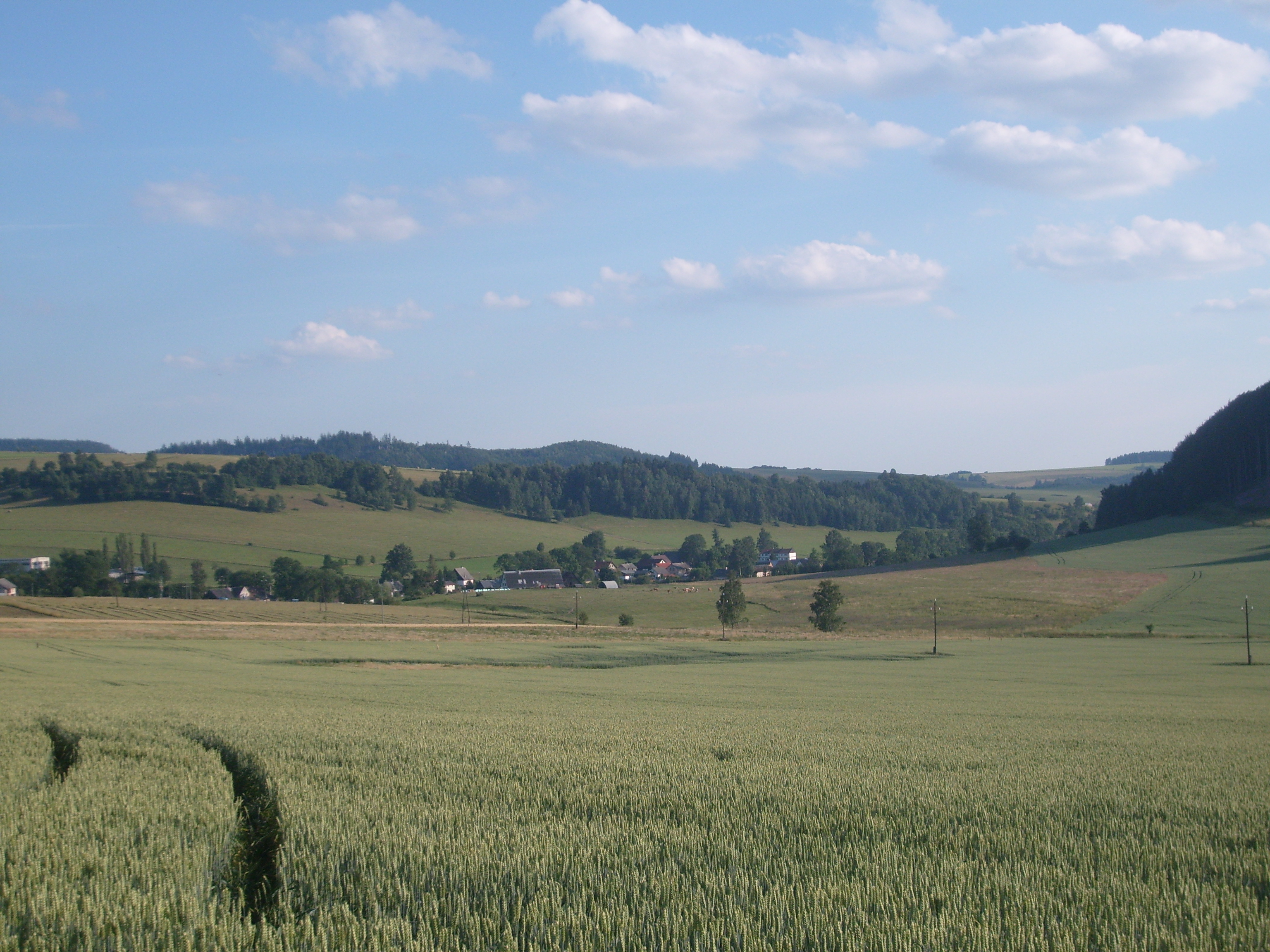
Celkový pohled od severu
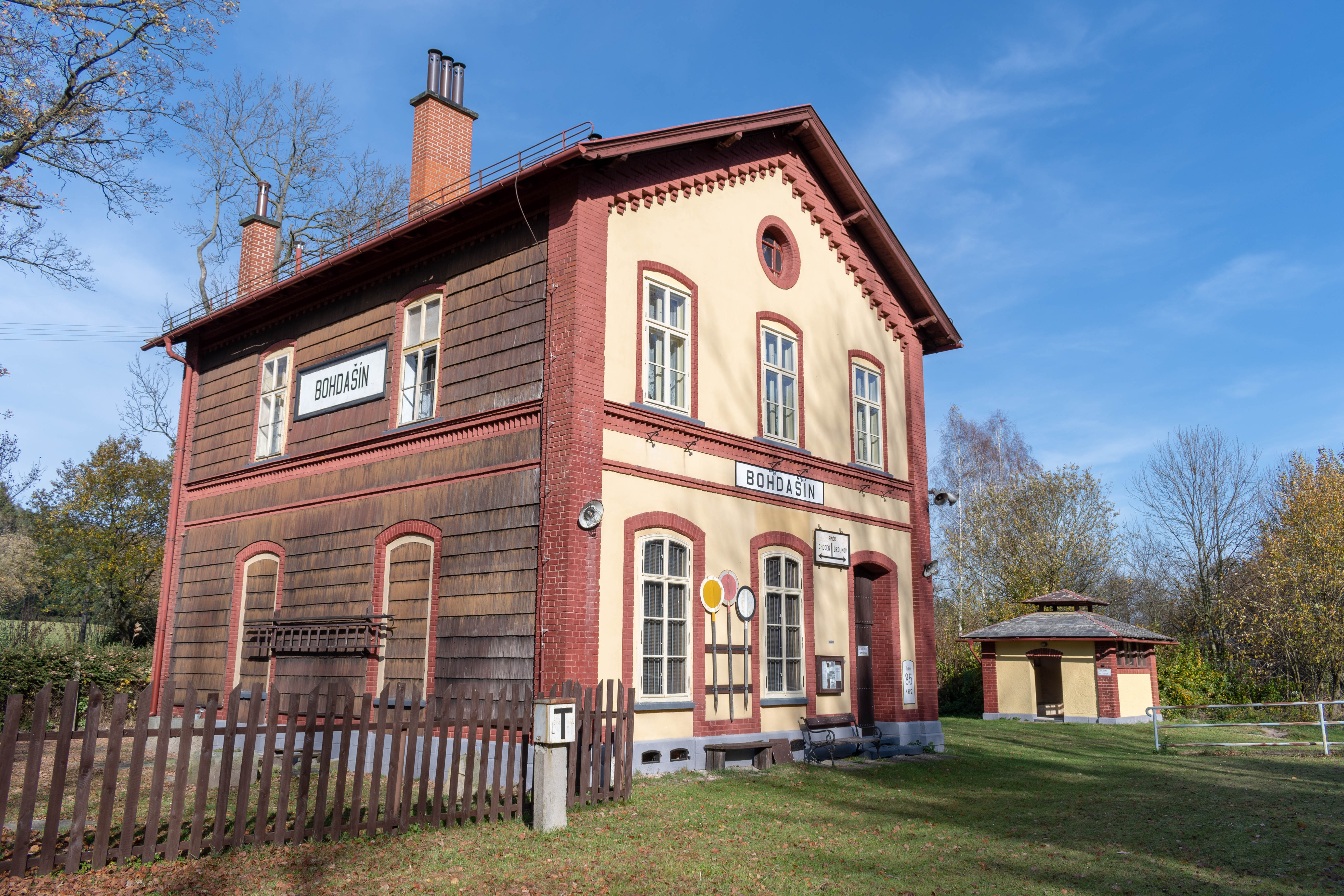
Železniční zastávka
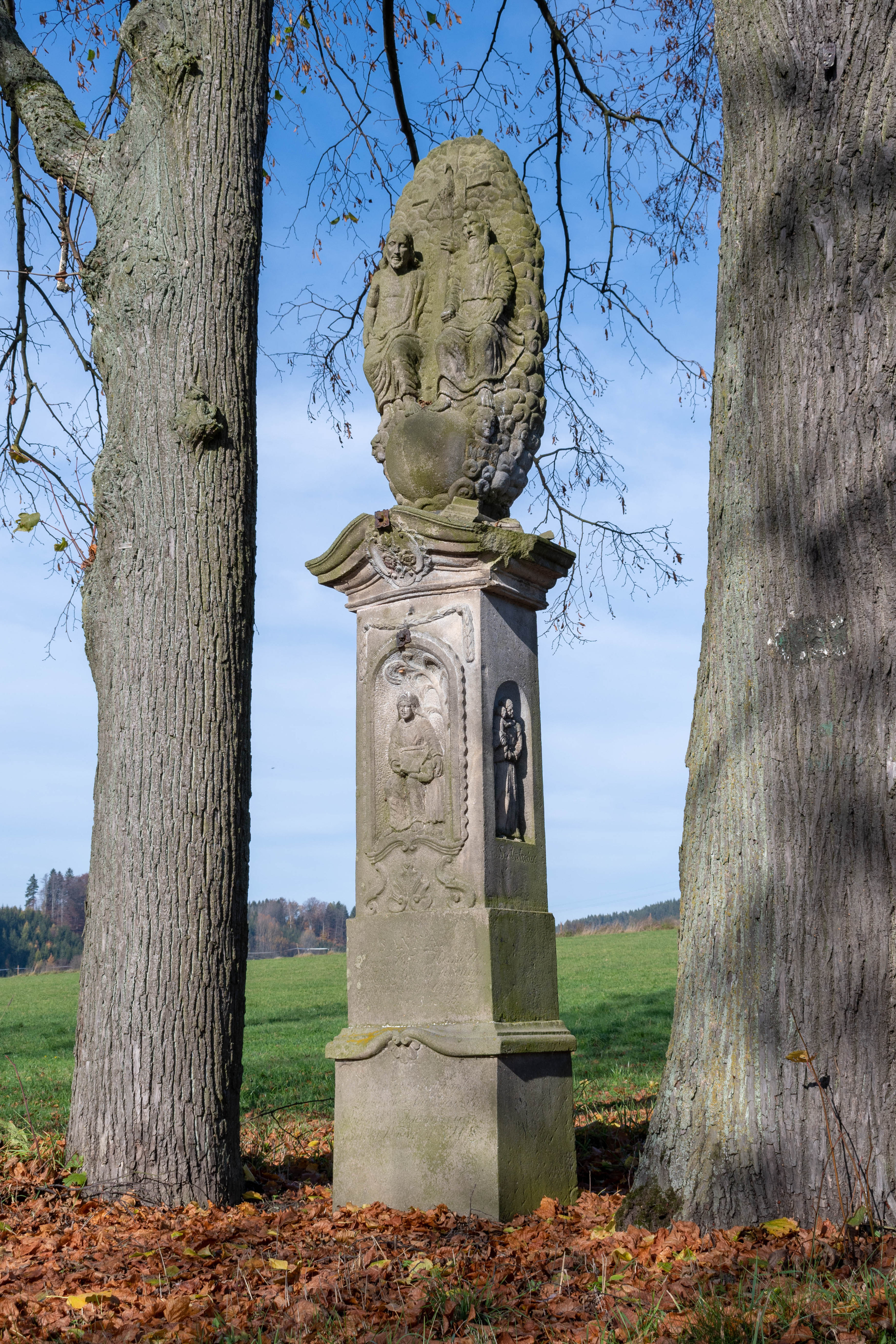
Sloup se sochou Nejsvětější Trojice východně od obce
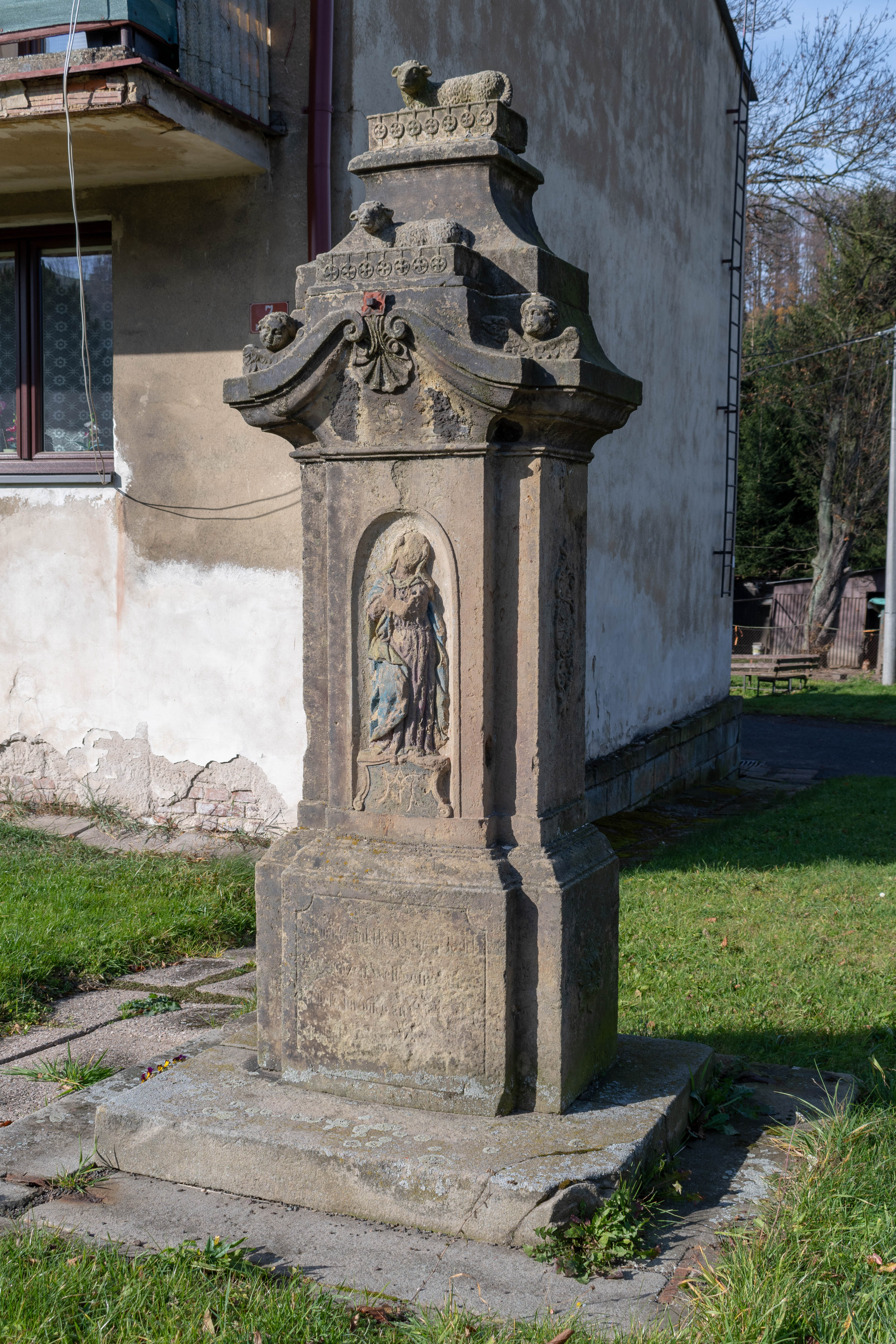
Torzo kříže v Bohdašíně
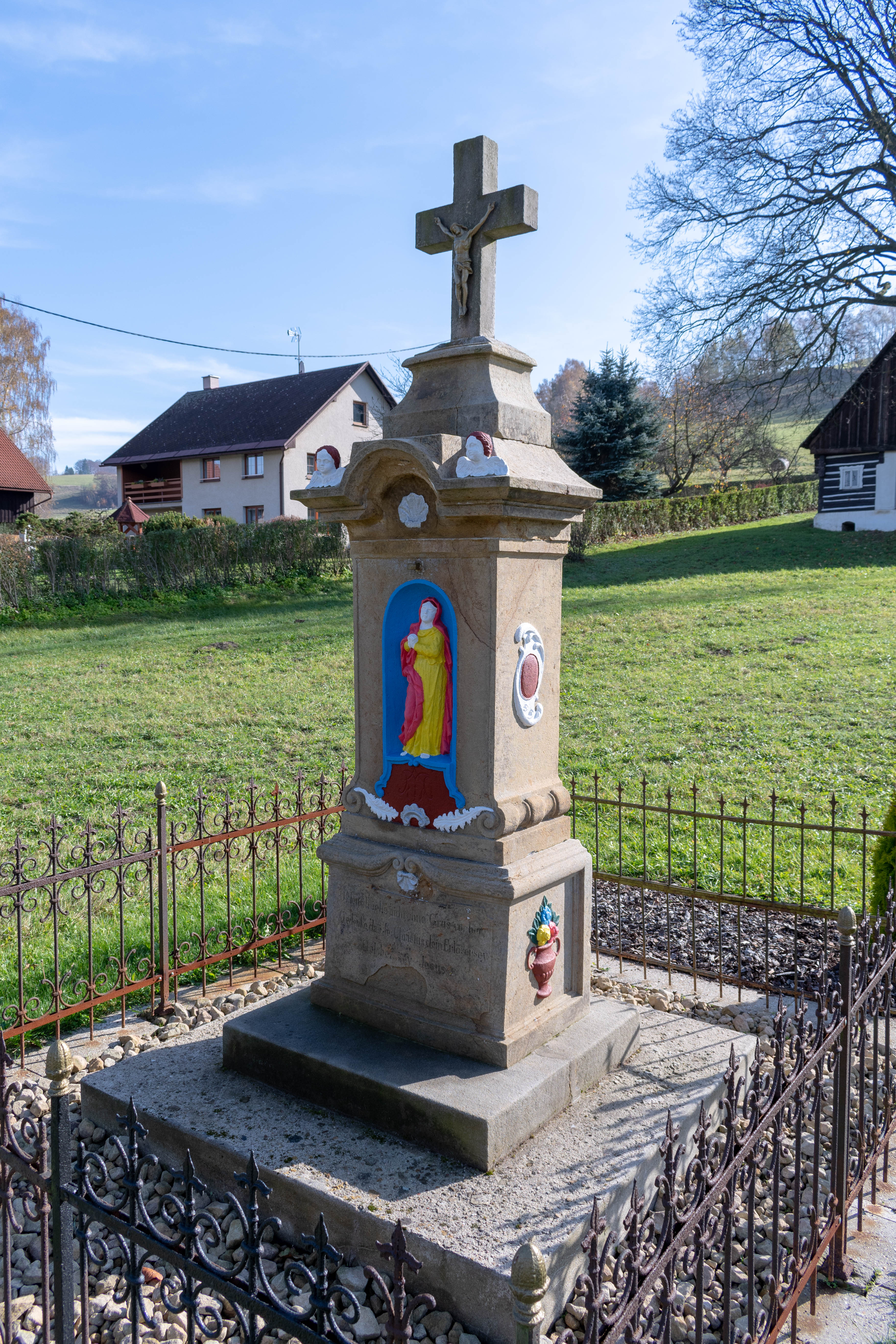
Kříž v Bohdašíně